# Литературная премия
Литературная премия — поощрение достижений в области литературного творчества, которое регулярно и по определённым правилам, сформулированным в уставе премии, назначает круг экспертов (избранный также по правилам или назначенный учредителем премии комитет, совет, жюри, комиссия), выбирая одного или нескольких призёров из списка кандидатов (лонг-листа и шорт-листа). Премия обычно содержит денежное вознаграждение, которое дублируется тем или иным знаком символического признания заслуг (медаль, статуэтка и др.). Решение о премии оглашается публично, её вручение чаще всего происходит в виде специально организованной публичной же церемонии. Речь идет об одной из стратегий удостоверения и поддержания литературного авторитета.

## Виды премий
Премии дифференцируются по различным родам и видам словесности (поэзия, проза, драма; детектив, фантастика и проч.), они отмечают последнее произведение автора либо вручаются по совокупности сделанного. Разновидностью премий являются награды победителям того или иного литературного конкурса (фестиваля), а также стипендии (гранты), стимулирующие дальнейшее творчество писателя (форма имущественной поддержки, вариант оплаченного творческого отпуска или своеобразной командировки).

## История
Генетически восходя к королевскому меценатству и аристократическому покровительству (патронату), призам в состязаниях трубадуров и менестрелей, сезонным празднествам в той или иной местности («Цветочные игры»), литературные премии как разветвленная общественная институция относятся уже к новому и новейшему времени. В полной мере они развиваются в условиях литературного рынка, когда вокруг словесности складывается сложная сеть интересов и взаимодействий различных групп, возникают особые роли и ролевые стратегии издателя, книгопродавца, критика, журналиста, разворачиваются литературная полемика и борьба.
Присуждать премии могут как государственные организации, так и любые формы общественных объединений — от профессиональных до любительских. Количество и разнообразие премий указывает на сложное и динамичное устройство общества, богатство и устойчивость взаимоотношений в нём. Наряду с корпоративными («цеховыми»), местными (городскими, региональными) и национальными литературными премиями, имеются премии международные. Крупнейшая и старейшая из них — Нобелевская премия по литературе (с 1901 г.). Кроме неё, наиболее старыми наградами, но уже более узкого, национального масштаба выступают швейцарская франкоязычная премия Рамбера (1898 г.), французские Гонкуровская премия (1903 г.) и премия «Фемина» (1904 г.), Народная премия Шиллера в Германии (1905 г.), испанская премия Фастенрата (1909 г.), Пулитцеровская премия в США (1903 г.). Все они существуют до нынешнего дня.
В России Грибоедовская премия была учреждена в 1878 г. (впервые вручена в 1883 г.), Пушкинская премия Академии наук — в 1881 г. (в последний раз её присудили в 1919 г.).